# اولاد نجم القبلیه
اولاد نجم القبلیه (به عربی: أولاد نجم القبلية)، روستایی از توابع نجع حمادی در استان قنا و کشور مصر است.

## جمعیت
براساس سرشماری سال ۲۰۰۶ مصر، جمعیت آن ۱۹۸۵۵ نفر(۱۰۲۱۶ مرد و ۹۶۳۹ زن) بوده‌است.